# 西里洛·安东尼奥·里瓦罗拉
西里洛·安东尼奥·里瓦罗拉·阿科斯塔（西班牙語：Cirilo Antonio Rivarola Acosta，1836年—1878年12月31日）巴拉圭政治人物，第四任总统，任期自1870年至1871年。
巴拉圭战争时期，里瓦罗拉是时任总统弗朗西斯科·索拉诺·洛佩斯的反对者。1869年巴拉圭战败，索拉诺企图发起游击战，这时里瓦罗拉起兵反对索拉诺，占领首都，成为临时政府总统。
1870年3月索拉诺被杀后，里瓦罗拉正式就任巴拉圭总统。同年8月31日他被解除职务，法坎多·马查因上任。但不到一天后政变发生，临时政府改组，里瓦罗拉又重新就任总统，任期一年有余。他在任期间与三国同盟和解，恢复了巴拉圭的和平，尽管国内复苏比较缓慢。由于反对派的暴力示威，里瓦罗拉于1871年12月辞任。
1878年，里瓦罗拉在前往会见时任总统坎迪多·巴雷羅时，被蒙面人士持刀暗杀，时年42岁。